# Dalliella
Dalliella is een geslacht van weekdieren uit de klasse van de Gastropoda (slakken). 

## Soort
- Dalliella neozelanica Laws, 1944 †